# Microterys amamensis
Microterys amamensis är en stekelart som beskrevs av Azim 1964. Microterys amamensis ingår i släktet Microterys och familjen sköldlussteklar. Inga underarter finns listade i Catalogue of Life.